# Fatal Contact (film, 2006)
Pour plus de détails, voir Fiche technique et Distribution.
Fatal Contact (黑拳, Hak kuen) est un film d'arts martiaux hongkongais, produit, scénarisé et réalisé par Dennis Law en 2006.
Parmi les principaux acteurs, on trouve notamment Jacky Wu, Cheung Siu-fai, Lam Suet et Theresa Fu.
Le film suit Kong qui est un champion de Wushu qui gagne sa vie grâce à des petits boulots entre les compétitions.
Alors qu'il travaille dans un cirque, il est repéré par des gangsters qui lui proposent de combattre
pour eux dans des tournois de boxe illégaux. Une collègue, également son amie, le convainc d'accepter
car il pourrait gagner beaucoup d'argent. La descente aux enfers du jeune prodige commence alors.

## Synopsis
Kong Ko est un champion de wushu qui travaille dans un cirque, jusqu'au jour où des hommes viennent lui proposer de se battre dans des combats clandestins, en lui assurant l'importance des gains s'il gagne contre ses adversaires. Kong accepte après quelques réticences, sa petite amie l'incite et lui explique qu'il est doué pour se battre, que leur niveau de vie pourrait considérablement s'améliorer. Plus tard, l'organisateur de ces combats, Ma Ho-keung, s'associe avec Fai, un homme fortuné qui lui promet 10 millions de dollars (HK$) pour chaque match de Kong.
La proposition de Fai est de faire combattre Kong en public, et laisser les gens miser sur ses futures victoires.
Ce projet est fructueux et déplaît Chansun, le chef de la triade, qui subit des pertes économiques. Pour trouver une entente commerciale, les deux hommes vont se défier en faisant affronter leurs combattants pour de grandes sommes d'argent.
Un des affrontements au tour par tour se déroule entre six hommes, deux combattants assistent Kong et celui qui perd laisse sa place au suivant, malheureusement, Kong se retrouve vite seul contre trois hommes, ses partenaires ne sont pas au niveau. Un des adversaires attend son tour, et en profite pour placer des clous dans ses chaussures et ses gants.
Kong est couvert de sang et a de nombreuses blessures mais n'abandonne pas, il bat l'adversaire équipé de clous. Le dernier combattant qu'il affronte est plus apte aux arts martiaux, mais se fait submerger par la haine que ressent Kong, et perd. Jusque-là, il n'avait jamais ressenti de haine quand il combattait. Ce changement de comportement est important pour le développement du personnage principal. Il comprend qu'il n'est pas fait pour n'être qu'un combattant agressif avide d'argent et décide d'arrêter de se battre. Cependant, celui qui organisait les combats clandestins le force à prendre part à un dernier duel, toujours contre une somme d'argent, à la seule condition qu'il lui est demandé de perdre volontairement face au « Portland Street Fighter ». Kong refuse catégoriquement, mais Ma Ho-keunge lui fait croire que sa petite amie court un danger s'il refuse de se battre. Finalement, des flashbacks dévoilent que sa petite amie, entretenait des liens avec l'organisateur depuis le début, en voulant tirer des avantages financiers, elle avait su faire en sorte d'inciter Kong à se battre pour s'enrichir elle-même. Lors du dernier combat, Kong n'est au courant de rien, il prête naturellement toutes les bonnes qualités à sa compagne et finit par se fracturer lui-même la jambe pour perdre comme prévu. Il se retrouve à l'hôpital, Siu Tin est assise à côté de son lit, mais ne supporte plus ce qu'elle a fait pour arriver à ses fins, ses remords la poussent au suicide. Kong réagit très mal et s'en prend à ceux qui lui avaient proposé de combattre, pensant qu'ils ont forcé Siu Tin à mettre fin à ses jours. La police intervient lorsqu'il s'apprête à tuer Ma Ho-keung, en lui tirant une balle dans la tête.

## Fiche technique
- Titre : Fatal Contact
- Titre original : 黑拳 (Hak kuen)[Note 1]
- Réalisation : Dennis Law
- Scénario : Dennis Law
- Direction artistique : Che Kiu Lam
- Décors : Wai Kin Lam
- Costumes : William Fung
- Photographie : Herman Yau
- Son : Wai Leung Chung
- Montage : Yau Chi-wai
- Musique : Tommy Wai
- Production : Herman Yau, Dennis Law
  - Producteurs délégués : Charles Heung, Paco Wong
- Sociétés de production : Point of View Movie Productions, One Hundred Years of Film Company, Gold Label Entertainment
- Sociétés de distribution :
  - Chine : China Star Entertainment ; 2006 ; cinéma
  - Inde : J.R.D. Films ; 2006 ; tous les médias
  - France : Metropolitan Filmexport, Tiberius Film ; 2007 ; cinéma
  - Canada : Alliance ; 2008 ; DVD
  - États-Unis : Dragon Dynasty ; 2008 ; DVD
  - Japon : Curiouscope ; 2014 ; DVD
- Pays d'origine :  Hong Kong
- Langue originale : cantonais
- Format : couleurs - 2,35:1 - son Dolby Digital, Digital intermediate - 35 mm
- Genre : Action, film de gangsters, drame et thriller
- Durée : 110 minutes
- Date de sortie :
  - Hong Kong : 5 octobre 2006

## Distribution
- Jacky Wu : Kong Ko
- Ronald Cheng : Capitaine Chan Shing
- Miki Yeung : Siu Tin
- Theresa Fu : Chui Chi
- Cheung Siu-fai : Ma Ho-keung
- Ken Lo : Chan Sun
- Andy On : Silver Dragon
- Lam Suet : Soo
- Timmy Hung : Portland Street Fighter
- Marco Lok : Ricky
- Chan Man-ching : combattant
- Kenji Tanigaki : Gold Dragon
- Antohny Carpio : combattant